# Jeseník nad Odrou
Jeseník nad Odrou là một làng thuộc huyện Nový Jičín, vùng Moravskoslezský, Cộng hòa Séc.